# Foreign Corrupt Practices Act
Der Foreign Corrupt Practices Act (FCPA) von 1977 (15 U.S.C. §§ 78dd-1, ff.) ist ein Bundesgesetz der USA, das Zahlungen und Wertgeschenke an ausländische staatliche Amtsträger verbietet, die den Zweck haben, den Zuschlag für ein Geschäft zu bekommen oder eine Geschäftsbeziehung aufrechtzuerhalten. Darüber hinaus verpflichtet das Gesetz alle in den USA börsennotierten Unternehmen dazu, eine Buchführung nach 15 U.S.C. § 78m vorzunehmen, die auf die Antikorruptionsregeln des FCPA abgestimmt ist.
Der Grund dafür, dass sich der FCPA mit der Buchführung der Börsenunternehmen befasst, liegt darin, dass Schmiergeldzahlungen jeweils entweder gar nicht in den Büchern der Unternehmen verzeichnet oder dort falsch ausgewiesen waren. Deshalb stellt der FCPA nicht allein das Zahlen von Bestechungsgeldern unter Strafe, sondern auch das Anlegen falscher oder irreführender Einträge in die Unternehmensunterlagen.
Da nicht nur natürliche Personen, sondern auch Unternehmen sanktioniert werden können, vergleichen manche den Foreign Corrupt Practices Act mit dem britischen Anti-Korruptions-Gesetz Bribery Act 2010.

## Die fünf Bedingungen
Das Gesetz legt fünf Bedingungen als Elemente fest, die erfüllt sein müssen, damit das Gesetz greift:
Wer: Das FCPA-Gesetz gilt für Privatpersonen, Unternehmen, Beamte, Führungskräfte, Angestellte, vom Unternehmen beauftragte Mittelspersonen und jeden Anteilseigner, der für das Unternehmen handelt. Dies gilt auch, wenn sie Dritte anstiften, die Bestimmungen des Gesetzes zu verletzen.
Bestechungsabsicht:
Die Person, die die Zahlung durchführt oder veranlasst, muss dies mit dem Vorsatz zur Bestechung tun, und die Zahlung muss den Zweck haben, den Empfänger dazu zu bringen, seine offizielle Stellung zu missbrauchen um dem Zahler oder einer dritten Partei den Zuschlag für ein Geschäft zu geben. Es ist keine Bedingung, dass dieser Versuch Erfolg hat. Allein das Angebot oder Versprechen einer solchen Zahlung kann eine Verletzung des Gesetzes bedeuten. 
Zahlung: 
Das Gesetz umfasst Zahlungen, das Angebot von Zahlungen und das Versprechen, ein solches Angebot zu machen. Zahlung kann eine Geldzahlung oder jeder andere Wert sein.
Empfänger: 
Das Verbot erstreckt sich ausschließlich auf Schmiergeldzahlungen an ausländische Amtsträger, eine ausländische politische Partei oder einen Parteivertreter oder einen Kandidaten für ein politisches Amt im Ausland. "Ausländischer Amtsträger" ist jeder Staatsbeamte oder Angestellte einer ausländischen Regierung, einer internationalen Organisation, einer Abteilung oder Dienststelle davon sowie jede Person im öffentlichen Dienst. Dabei spielen Rang und Position dieser Person keine Rolle.
Geschäftszweck:
Das Gesetz verbietet Zahlungen, die zum Ziel haben, einem Unternehmen oder einer Person einen Geschäftsabschluss zu verschaffen, eine Geschäftsbeziehung zu verlängern oder ein Geschäft an jemanden weiterzugeben. Es ist zu beachten, dass es nicht nur um Geschäfte geht, die direkt mit einer ausländischen Regierung oder einem ausländischen Staatsunternehmen in Bezug stehen, sondern es fallen alle Geschäfte darunter, also auch mit nichtstaatlichen Organisationen, Unternehmen und Privatpersonen.

## Maßnahmen
Zur Sicherstellung dieses Gesetzes führen Unternehmen eine sogenannte FCPA-Due Diligence durch und dokumentieren diese explizit. Diese Unterlagen werden dann den Verträgen beigelegt.

## Strafen
Bestraft werden die involvierten Unternehmen und die beteiligten Personen. Das involvierte Unternehmen kann mit einer Geldstrafe bis zu 2 Millionen Dollar belegt werden. Hinzu kommen Geld- oder Freiheitsstrafen gegen die beteiligten Angestellten, auf deren Geheiß die Zahlung angeordnet wurde oder die sie ausgeführt haben. Außerdem können Zivilstrafen (civil penalties) ausgesprochen werden.